# Foolish Wives
Foolish Wives is een Amerikaanse dramafilm uit 1922. De film werd in 2008 opgenomen in het National Film Registry.

## Rolverdeling
| Acteur             | Personage                        | Rolbeschrijving                       |
| ------------------ | -------------------------------- | ------------------------------------- |
| Rudolph Christians | Andrew J. Hughes                 | Speciale gezant van de VS voor Monaco |
| Miss DuPont        | Helen Hughes                     | zijn vrouw                            |
| Maude George       | Her Highness Olga Petchnikoff    |                                       |
| Mae Busch          | Princess Vera Petchnikoff        |                                       |
| Erich von Stroheim | Count Wladislaw Sergius Karamzin |                                       |
| Dale Fuller        | Maruschka                        | meid                                  |
| Al Edmundson       | Pavel Pavlich                    | butler                                |
| Cesare Gravina     | Cesare Ventucci                  | misdadiger                            |
| Malvina Polo       | Marietta                         | zijn buitenechtelijke dochter         |
| C. J. Allen        | Albert I van Monaco              |                                       |
| Louise Emmons      | Mother Garoupe                   |                                       |
| Nigel De Brulier   |                                  | Monnik                                |
| Agnes Emerson      |                                  |                                       |
| Harrison Ford      |                                  | soldaat                               |
| Valerie Germonprez |                                  |                                       |
| Mrs. Kent          |                                  | Dr. Judd's vrouw                      |
| Mme. Kopetzky      |                                  | actrice                               |
| Mary Philbin       |                                  | kreupele vrouw                        |
| Edward Reinach     |                                  | Staatssecretaris van Monacco          |
| Louis K. Webb      | Dr. Judd                         |                                       |